# بخش ویلکسویل (وینتون، اوهایو)
بخش ویلکسویل (به انگلیسی: Wilkesville Township) یک منطقهٔ مسکونی در ایالات متحده آمریکا است که در شهرستان وینتون، اوهایو واقع شده‌است.
 بخش ویلکسویل ۹۴٫۹ کیلومتر مربع مساحت و ۸۹۵ نفر جمعیت دارد و ۲۳۲ متر بالاتر از سطح دریا واقع شده‌است.